# Вайтголл (Мічиган)
Вайтголл (англ. Whitehall) — місто (англ. city) в США, в окрузі Маскігон штату Мічиган. Населення — 2909 осіб (2020).

## Географія
Вайтголл розташований за координатами 43°24′2″ пн. ш. 86°20′23″ зх. д. / 43.40056° пн. ш. 86.33972° зх. д. (43.400517, -86.339599).  За даними Бюро перепису населення США в 2010 році місто мало площу 9,81 км², з яких 8,09 км² — суходіл та 1,73 км² — водойми.

## Демографія
Згідно з переписом 2010 року, у місті мешкало 2706 осіб у 1153 домогосподарствах у складі 678 родин. Густота населення становила 276 осіб/км².  Було 1288 помешкань (131/км²).
Расовий склад населення:
| - 95,0 % — білих - 1,4 % — чорних або афроамериканців - 0,6 % — корінних американців - 0,5 % — азіатів - 0,1 % — вихідців з тихоокеанських островів |

До двох чи більше рас належало 2,0 %. Частка іспаномовних становила 2,7 % від усіх жителів.
За віковим діапазоном населення розподілялося таким чином: 22,7 % — особи молодші 18 років, 56,5 % — особи у віці 18—64 років, 20,8 % — особи у віці 65 років та старші. Медіана віку мешканця становила 42,9 року. На 100 осіб жіночої статі у місті припадало 84,6 чоловіків;  на 100 жінок у віці від 18 років та старших — 78,9 чоловіків також старших 18 років.
Середній дохід на одне домашнє господарство  становив 50 033 долари США (медіана — 42 772), а середній дохід на одну сім'ю — 62 179 доларів (медіана — 55 139). Медіана доходів становила 47 863 долари для чоловіків та 31 719 доларів для жінок. За межею бідності перебувало 15,6 % осіб, у тому числі 23,0 % дітей у віці до 18 років та 17,8 % осіб у віці 65 років та старших.
Цивільне працевлаштоване населення становило 1063 особи. Основні галузі зайнятості: виробництво — 27,1 %, освіта, охорона здоров'я та соціальна допомога — 19,4 %, роздрібна торгівля — 13,2 %, мистецтво, розваги та відпочинок — 7,2 %.